# 北京市通州区潞河中学
39°54′N 116°39′E / 39.9°N 116.65°E
北京市通州区潞河中学，是一家教育部门主办的完全中学，位于北京市通州区新华南路135号。该校占地面积32万平方米，为北京市占地面积最大的高中之一。1978年被北京市政府确定为首批北京市属重点中学。2000年通过专家组的评估成为北京市首批国家级示范高中。

## 历史

### 创建伊始
1867年12月，美国公理会传教士江戴德夫妇在通州设立传教站，并在通州新城北後街开设男童寄宿学校“潞河男塾”，学生十余名，都是加入教会的贫家子弟。1871年，华北公理会表决通过在通州成立一所神学院，各传教站派人来该神学院学习，以培养布道师。1872年，华北公理会决定将教育工作的重点放在潞河男塾和贝满女塾。1873年，美国公理会在通州正式创办“八境神学院”，富善慕柯任院长，此后潞河男塾实际上成为八境神学院的预备学院。
1889年，华北公理会举行年会，表决通过将学校的课程提升至大学程度，并申请资金，美部会拨款2500美元用于购置土地建校舍，于同年在通州创办“潞河书院”，开始招生，美国基督教牧师谢卫楼（又名谢子荣）出任院长。
1891年，美国公理会在通州西门外以南购买十英亩土地，兴建新校舍。1893年，新校舍建成并投入使用，新校舍共有五幢楼房，其中四幢是传教士住宅，另外一幢也是最大的一幢建筑物是卫氏楼，为教学楼。八境神学院与潞河书院均迁入新校舍，均由公理会管辖；八境神学院更名为“戈登纪念神学院”，学制三年；“潞河书院”则分为大学部、中学部（中斋），学制是大学四年、中学三年。谢卫楼任潞河书院院长，富善任戈登纪念神学院院长。1899年，美国基督教牧师都春圃出任潞河书院院长。

### 义和团毁校与复校

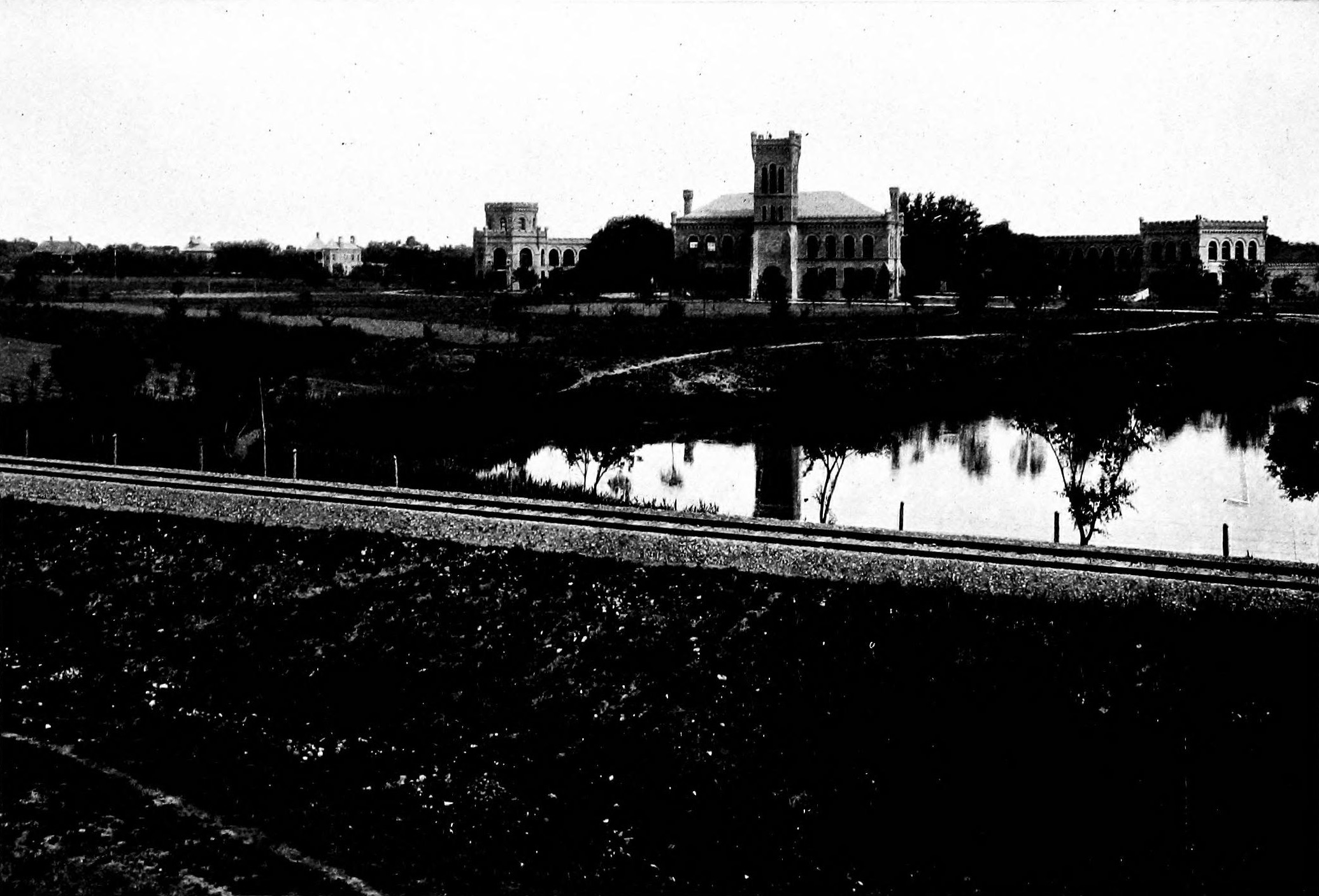
1907年出版的《中国的觉醒》中的谢氏楼。

1900年6月8日，义和团运动传至通州，传教士及大部分教师、学生从通州逃至北京继续上课。同年6月9日，通州的义和团烧毁戈登纪念神学院、潞河书院。
1901年秋，都春圃回到通州，以“殉道有福”为名，逼迫清朝通州知州赔偿16万两白银（国库出10万两白银，地方出6万两白银），并且将后南仓官地划归公理会使用，准备兴建新校舍。此次获得的土地包括原来潞河书院中斋（中学部）以南的土地，以及通州城内的土地，后来统一称作“南地”。不久，在这片地上建成一座教堂，名为“证道堂”；在原复兴庄、晒煤场之地兴建了一座富育女中。1902年，潞河书院自北京迁回通州。同年秋，美国公理会、长老会、英国伦敦联合会在通州重建学校，将“潞河书院”改成“协和书院”。协和书院仍附设有中斋（中学部），称“协和中斋”。在协和中斋的重建中，先后兴建了教室楼、宿舍，由于建楼用的捐款是由美国牧师谢卫楼和卫子荣募集，故将教室楼命名为谢氏楼，宿舍命名为卫氏楼。1902年，卫氏楼建成。1903年，谢氏楼建成。
1905年，协和书院、汇文书院、天津新学书院举办田径对抗赛，这是中国最早的校际体育竞赛。1906年，协和书院足球队同英军士兵在天安门足球场比赛，以2：0获胜，获白磁“九龙杯”奖励，此次比赛被誉为中国最早的国际足球比赛。1907年，潞河书院、汇文书院举办了一场棒球比赛，被誉为中国近代第一场正式棒球比赛。1909年，在天津第七届联合运动会上，协和书院全绍武获得一英里赛跑第一名。1911年，在天津第八届联合运动会上，协和书院刘明义获得100码120码高栏第一名。

### 华北协合大学时期
1912年1月17日，革命党人、协和书院学生蔡德辰遭到杀害，同年，教会将“通州协和书院”改成“华北协和大学”。华北协和大学仍附设有中斋（中学部）。1913年，该校学生会着手筹建。同年，协和大学运动员刘明义代表中国参加在菲律宾举办的第一届远东运动会，获得一英里赛跑第二名。同年，在第一届华北地区运动会上，协和代表队获得团体总分第二名。1914年，在第二届华北运动会上，华北协和大学李如松获得100、220、440码第一名，协和大学获得总分第二名。同年5月21日，协和大学李如松等人代表北部参加在北京举行的第二届全国运动会，李如松获得100、220、440码第一名，白葆获得五英里赛跑第一名，陈昌祐获得十项全能第二名。1915年，在第三届华北联合运动会上，华北协和大学白葆获得八英里赛跑第一名，协和大学获得团体总分第二名。同年，在远东运动会上，李如松获得440码第一名，白葆获得八英里赛跑第二名。1917年，协和大学运动员陈昌祐等人代表中国参加了在日本举办的第三届远东运动会。

### 潞河中学成立
1919年，华北协和大学与北京汇文大学合并成立燕京大学，华北协和大学中斋（中学部）留在通县原址，改成“私立潞河中学校”，美国教会牧师田和瑞担任校长。同年，该校饭厅建成。同年，潞河中学运动员朱恩德等人代表中国参加了第四届远东运动会。1921年，潞河中学代表队参加了在奉天举办的第九届华北运动会，李友珍获得100码第一名，该校田径队获得团体总分第一名。同年，潞河中学运动员朱恩德等人代表中国参加第五届远东运动会。
1922年，文氏楼建成。1923年，潞河中学运动员金永镐等人代表中国参加了第六届远东运动会。同年，潞河中学由四年制中学改为三年制两级中学。1924年4月19日，华北童子军观摩比赛会在北京天坛举行，私立潞河中学与女蒙馆组成的童子军获第一名。1925年，潞河中学运动员金永镐等人代表中国参加第七届远东运动会，金永镐获得十项全能第四名。同年，博唐亭建成。
1926年，遵照中华民国教育部规定的“外国人在华办的学校必须办理立案手续，校长必须由中国人担任”，潞河中学校董会选举中国人陈昌祐担任校长，陈昌祐遂成为该校第一位华人校长。
1927年2月，潞河中学内秘密成立中国共产主义青年团支部，金成镐（又名周文彬，朝鲜人）担任书记，团员有康景新、张珍、张树棣、张彝、宏庆隆，此外还秘密成立科学社会主义学习小组。同年秋，以金成镐为首秘密成立中国共产党潞河中学支部，书记为金成镐，中国共产党党员有宏庆隆、张树棣、张珍、康景新、金祥镐（朝鲜人）。同年，陈昌祐正式就任潞河中学校长。同年，潞河中学歌咏队在北平市唱歌比赛中获得第一名。1928年10月，中共潞河中学中心支部成立。同年，潞河中学足球队参加北平中学生足球冠军赛获得冠军。1929年，潞河中学代表队参加在沈阳举办的第十四届华北运动会，陈胜魁获得100码第一名，该校代表队获得总分第二名。
1930年，中共潞河中学支部进行改组，女师学生马国英任支部书记，姚艮任组织委员，刘玉林任青年委员。不久，因为马国英脱党，中共潞河中学支部于1930年代再度改组，姚艮任支部书记，张文奎任组织委员。
1931年，中共党员王乃堂到潞河中学担任国文教员。同年2月，潞河中学的中国共产主义青年团支部更名为中国社会主义青年团支部，胡敬夫任支部书记。同年3月，中共党员姚艮在潞河中学创办“春草读书会”，组织学生阅读马列主义图书，宣传中国共产党的政策和主张。同年5月，潞河中学内秘密成立互济会，姚艮、高玉国担任负责人。同年6月，潞河中学内秘密成立反帝大同盟，高玉国任负责人。同年7月，中共北京市委决定在通县成立中共通州区委，姚艮担任区委书记。同年8月，中共党员姚艮、胡敬夫、刘玉林因参加飞行集会遭潞河中学当局驱逐出校，不得不离开通州。同年，在第十五届华北运动会上，潞河中学彭水馨获得标枪第一名、高浴获得跳远第一名。同年，在北平中学生蓝球联赛中，潞河中学蓝球队获得冠军。
1932年，毕业会胡适博士来到潞河中校发表演讲。1933年长城抗战期间，潞河中学收容了不少伤兵，多数师生参加救护，并且组织了抗日救国十人团，还曾发起一次慰问伤员活动。同年4月中旬，互济会河北省委机关遭到政府破坏，此后潞河中学互济会与上级组织的联系中断。同年，在第十七届华北运动会上，潞河中学陈昌祐、龚明信获得网球双打第一名，高玉国获得网球第二名，黄毅获得撑杆跳第二名，张震海获得十项全能第二名，戴丽飞获撑杆跳第四名。同年，中共地下党员李鼎铭之子李烈飞（李立国）到潞河中学领导反帝大同盟。
1935年，该校叮叮剧社演出曹禺的话剧《雷雨》。1935年11月3日，由孔祥熙等校友捐资兴建的潞友楼建成。同年，该校代表张德明参加全国运动会。1936年，潞河中学体育教师李友珍赴德国柏林观摩第十一届奥运会。

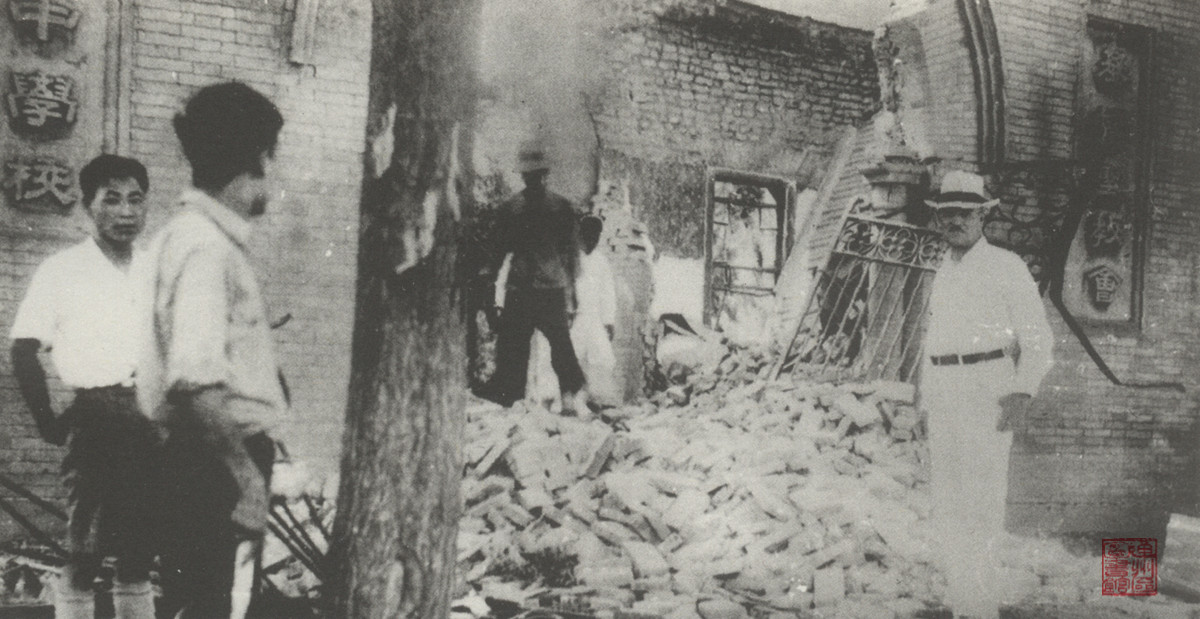
1937年通州起义过后，日军为了报复，将潞河中学校门炸毁。

1938年12月，中共潞河中学支部重建，支部书记铁华，中共党员由4人发展至7人。12月底，因散发抗日传单，铁华遭到日本人杀害。1939年，潞河中学校友孔祥熙当选国际奥委会委员。

### 迁校与复校
1941年12月10日，太平洋战争爆发。12月10日下午，日军接管潞河中学，并且同时宣布封闭该校，限全体学生在2小时内将行李衣物全部堆放到大操场，当晚前必须全部离校。1942年3月，日本控制下的河北省教育厅接管潞河中学，将其改为“河北省立通县中学”，杜秉义任校长。同年春，陈昌祐赴西安筹备迁校，在西安获校友张子华、黄振英等人支持，经过7个月筹备，于同年秋在西安尊德女中使潞河中学复校。
1945年秋，陈昌祐自西安回到通州，接收了通县中学（即原潞河中学），此后半年对校址进行了整修。同年10月2日，国军92军21师63团进驻通县城中，同时美国海军陆战队开入通县，进驻通县中学校园内（原潞河中学校址）。
1946年初，中共党员薛成业来到潞河中学工作，此时潞河中学的中共党员还有梁沙金、吴纯性、刘海、黎光（学生）等等，但没有建立党支部，党员关系属于燕京大学中共地下党组织。1946年2月，潞河中学师生自西安返回通县校址复课。
1947年8月，潞河中学的中共地下党员刘海、吴纯性、梁沙金、王莹阶等人因为在校内组织师生学习马列主义，遭学校当局解聘；戴声芳等200余名学生因为阅读马列主义图书，遭到学校清查，以“不符合潞河精神”的罪名开除学籍。同年，潞河中学校友董守义当选国际奥委会委员。

### 人民共和国时期

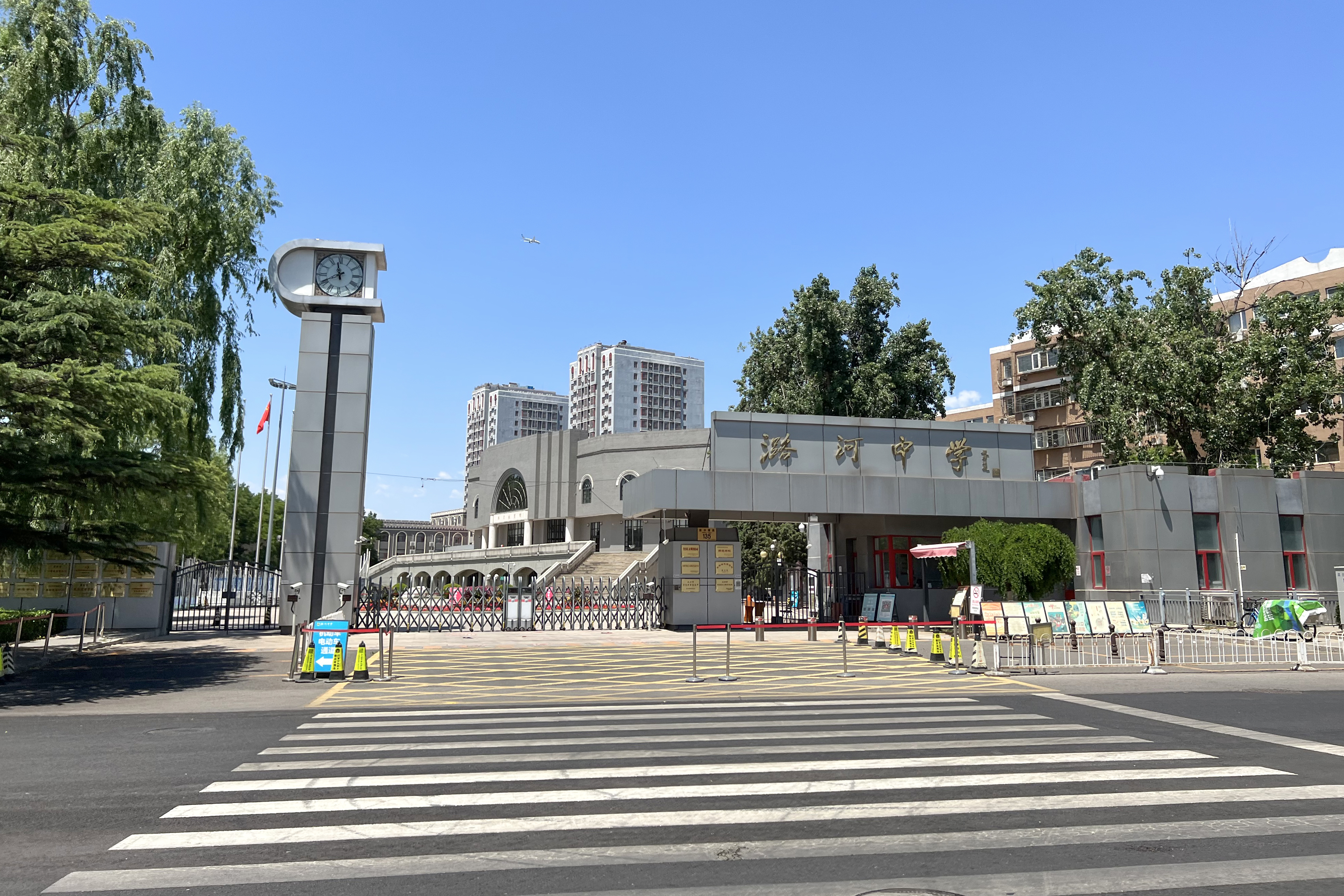
潞河中学东门（2022年5月摄）

1949年，该校许多学生报名参加中国人民解放军南下。同年，中共通州地委派出李纲、王磊、丛药汀、杨海天赴潞河中学组成临时党支部。
1951年10月，通县专署教育科派员接管美国教会开办的潞河中学，将其更名为“河北省通州中学”，王志群任校长，王磊任副校长。1954年2月，河北省人民政府任命方田古为校长，马林章为副校长兼中共党支部书记。1955年，河北省通州中学更名为“河北通州一中”。1958年，河北通州一中更名为“北京通州一中”。1960年，北京通州一中更名为“北京通县一中”。1960年8月，中共北京市委《关于农村教育问题的决定》中，将北京通县一中定为全日制中学。
1962年8月，中共通县县委任命方田古为北京通县一中校长。1963年，通县教育局确定北京通县一中为重点中学。
1966年7月9日，北京通县一中率先成立临时文革委员会，暴长起任主任，学生王磊、教师严文厚、黄炎康任副主任。1967年6月，北京通县一中成立革命委员会，主任暴长起，副主任王磊、王铁山（学生）、孙占山（军代表）。
1978年6月，北京市将北京通县一中定为北京市重点中学，方田古任校长、党支部书记。1982年10月，潞河中学建校115周年、纪念周文彬烈士牺牲40周年，数百名校友首次返校，原中华人民共和国教育部副部长、联合国教科文组织亚太地区主席高沂（1934届校友）、张宝瑞（1928届校友）、作家刘绍棠（1954届校友）等校友发起创办潞河中学校友基金会，高沂任会长。1982年11月7日，通县一中（原潞河中学）校友基金会正式成立，于1982年12月开始向该校校友募集基金。
1984年11月2日，全校师生举办革命烈士纪念碑落成典礼，烈士周文彬、刘玉林、张树棣、康景新的亲属及高沂、张天明、刘绍棠、张宝瑞等校友参加揭幕。革命烈士纪念碑碑座呈塔形，碑身为汉白玉，正面刻“革命烈士纪念碑”金色大字，背面碑文：“在新民主主义革命中牺牲的周文彬、刘玉林，辛亥革命中牺牲的蔡德辰烈士永垂不朽！由此上溯至1867年建校以来，为中国人民的解放而牺牲的校友烈士永垂不朽！一九八四年十月北京通县一中（原潞河中学）全体师生”。
1985年9月14日，中共通县县委书记卢松华、通县县长孙志强、通县人大常委会主任丁吉庆、通县政协主席刘庄等领导到该校研究学校建设规划。此后，该校开始历史上首次大规模校园改造工程。1986年11月，初中教学楼、高中教学楼建成。
1987年12月，经北京市教育局批准，北京通县一中改称“北京市通县潞河中学”。同年，实验楼建成，谢氏楼（红楼）重建完工，两栋教师宿舍楼完工，位于卫氏楼（人民楼）后面的供暖锅炉房建成；新东校门建成，中国佛教协会副会长赵朴初题写校牌。1988年8月14日，潞河中学举行120周年校庆大典。1990年，操场主席台、看台建成。1995年，该校自筹资金135万元人民币，建成一栋学生宿舍楼，作为女生宿舍。1996年，南家属楼建成。同年12月16日，北京师范大学启功为潞河体育馆题词。同年，卫氏楼（人民楼）东南侧二层楼重建完工；太阳能浴室建成；潞友体育馆动工兴建。
1997年，通县撤县改为通州区，北京市通县潞河中学随之改称“北京市通州区潞河中学”。同年10月18日，潞河中学130年校庆暨潞友体育馆落成典礼在该校举行。

## 建筑
潞河中学的建筑风格古朴独特，其中以“谢氏楼”最为重要。1990年，尚存的原教学楼卫氏楼、谢氏楼、文氏楼、潞友楼以及学生宿舍、食堂等具有近代美国折衷主义风格和中国传统手法的建筑，作为“潞河中学原教学楼”被列为第四批北京市文物保护单位。2010年，在革命遗址普查工作中，“潞河中学原教学楼”被确定为革命遗址。2013年，位于北京市通州区潞河中学的原潞河中学建筑、位于北京市通州区第二中学的原富育女校建筑、位于北京护士学校的原华美学校建筑，作为“通州近代学校建筑群”被列为第七批全国重点文物保护单位。
潞河中学的主要建筑有：
- 谢氏楼（Sheffield Hall）：1903年建成。解放后更名为“红楼”，2007年140周年校庆时改回原名“谢氏楼”。现为校领导的办公楼。
- 文氏楼（Wanner Hall）：1922年建成。解放后更名为“解放楼”，2007年140周年校庆时改回原名“文氏楼”。现在主要为学校举办小型演出，与会议的场所。
- 卫氏楼（William Hall）：1902年建成。解放后更名为“人民楼”，2007年140周年校庆时改回原名“卫氏楼”。现为教师办公室和教研组。
- 黄昆楼：以著名校友黄昆之名命名。现为理化生实验室、体音美教室、课外活动组活动室的综合楼。
- 仁之楼：以著名校友侯仁之之名命名。现为图书馆、信息教室、会议室、报告厅和天文台所在综合楼。
- 潞友楼：1935年11月3日建成。由潞河中学校友孔祥熙等人捐资兴建。现为校史馆。
- 天钦楼：高三年级教室所在的教学楼。
- 叔和楼：高一年级教室所在的教学楼。
- 文昭楼：高二年级教室所在的教学楼。
- 馨菱楼：初中部所在的教学楼。
- 潞河国际教育学园：国际部所在的双子塔，底层5层为教学楼和报告厅，东侧塔楼为国际部和留学生公寓，西侧塔楼为教师公寓。
- 博唐亭（Potter Pavilion）：1925年建成。解放后更名为“凯旋亭”，2007年140周年校庆时改回原名“博唐亭”。中式凉亭。
- 饭厅（膳厅）：1919年建成。
- 德辰山
- 协和湖

## 历任校长
潞河中学的历任校长为：
- 姜戴德（L.D.Chapin，1867年－1888年）（创建潞河男塾，后改称潞河书院）
- 谢卫楼（D.Z.Sheffield，1869年－1912年）（历任潞河男塾、潞河书院、华北协和大学校长）
- 高厚德（Howard Spilman Galt，1912年－1916年）（华北协和大学校长）
- 博晨光（Lucius C.Porter，1916年－1918年）（华北协和大学校长）
- 田和瑞（Harry S.Martin，1918年－1927年）
- 陈昌祐（1927年－1951年）
- 王志群（1951年－？）
- 陈浩山（1953年－？）（第一教导主任、党支部书记，主持全校工作）
- 方田古（1954年－1959年；1962年－1966年）
- 暴长起（1966年－1967年）（临时文革委员会主任）
- 暴长起（1967年－？）（革命委员会主任）
- 方田古（1978年－1981年）
- 黄镕（1981年－1984年）
- 陶玉森（1984年－1998年）
- 张世义（1998年－2008年）
- 徐华（2008年－2023年）
- 郝臣

## 知名校友
孔祥熙、黄昆、周文彬、刘绍棠、王洛宾、侯仁之、秦馨菱